# Bodentrichterspinnen
Die Bodentrichterspinnen (Coelotes) bilden eine zahlenmäßig große Gattung innerhalb der Familie der Trichterspinnen (Agelenidae). Die Arten der eurasisch verbreiteten Gattung zeichnen sich dem Trivialnamen entsprechend durch eine bodenbewohnende Lebensweise aus und legen wie alle Vertreter der Familie für den Beutefang die namengebenden Trichternetze an. Auch bemerkenswert ist das verglichen mit anderen Spinnen stark ausgeprägte Brutpflegeverhalten der Bodentrichterspinnen.

## Merkmale

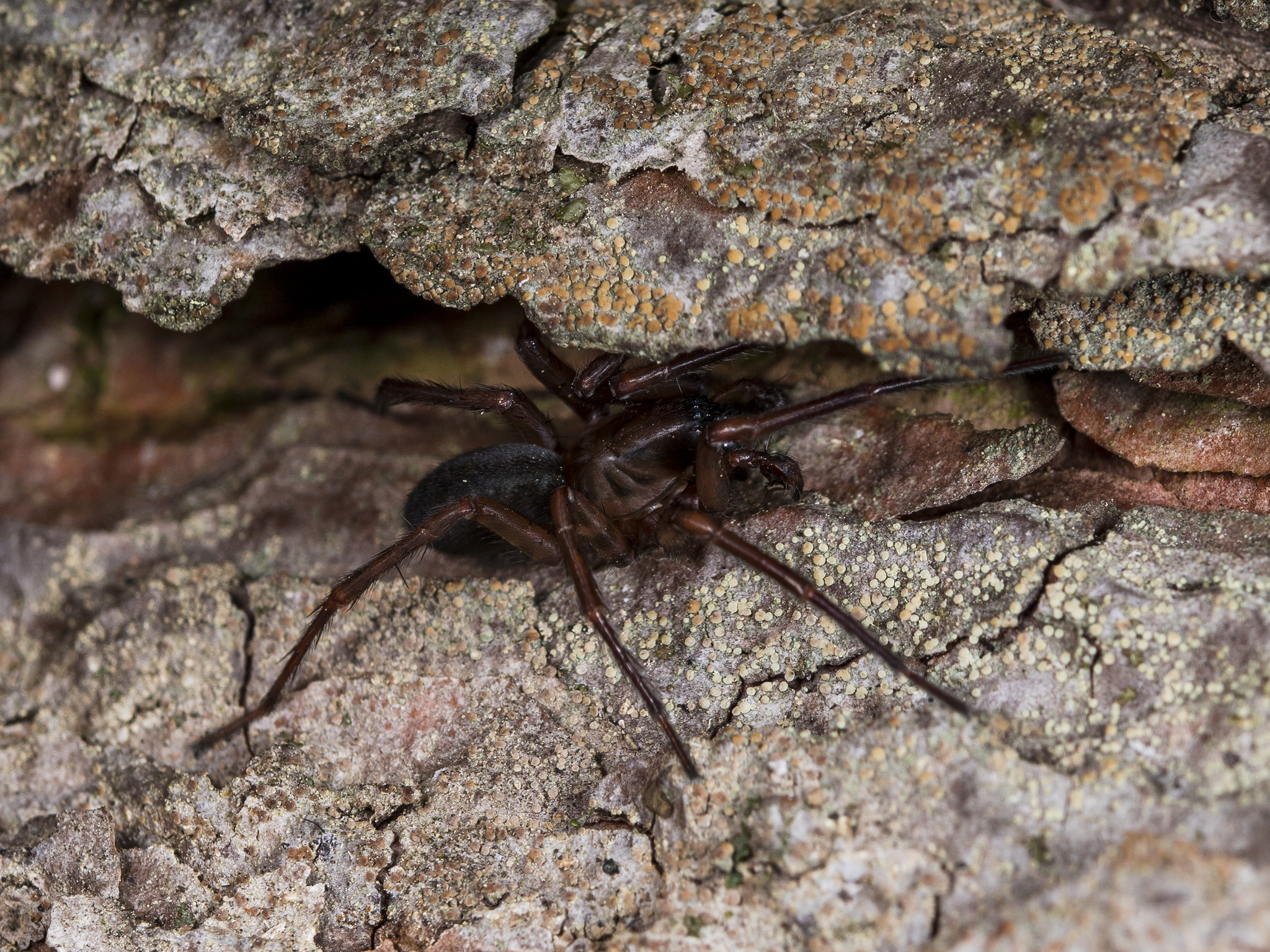
Männchen von Coelotes transiliensis

Bodentrichterspinnen sind massig gebaute Spinnen mit kurzen, im Vergleich zum Körper dünnen Beinen. Dadurch haben die Spinnen insgesamt ein gedrungenes Erscheinungsbild. Die Körperlänge von Bodentrichterspinnen beläuft sich auf etwa 15 Millimeter. Der gesamte Körper der zu dieser Gattung zählenden Arten ist dunkelbraun gefärbt.
Der Carapax (Rückenschild des Prosomas bzw. Vorkerkörpers) wird innerhalb der Familie der Trichterspinnen (Agelenidae) durch seine Verbreiterung des cephalen (am Kopf gelegenen) Bereichs charakterisiert. Selbiger Bereich ist bei den Bodentrichterspinnen außerdem verdunkelt. Die Arten dieser Gattung verfügen wie die meisten Spinnen über acht Augen, die je zu viert in zwei Reihen angeordnet sind. Dabei verläuft die anteriore (vordere) Augenreihe gerade, die posteriore (hintere) frontal betrachtet jedoch prokurv (nach vorne gebogen). Die anterior medianen (mittleren) Augen sind kleiner und dunkler als die übrigen, die insgesamt blass erscheinen. Das mediane Augenviereck nimmt bei den Bodentrichterspinnen eine rechteckige Gestalt an. Der Clypeus (Abschnitt zwischen den anterioren Augen und dem Rand des Carapax) ist in etwa zweimal so hoch wie ein einzelnes anterior medianes Auge breit ist.
Die Cheliceren (Kieferklauen) der Bodentrichterspinnen sind vergleichsweise groß und treten auffällig beulenartig vor der Stirn hervor. Sie sind senkrecht nach unten bis teilweise nach hinten gerichtet. Ferner besitzen die Cheliceren je eine längliche Condyle (Ausstülpungen an der Basis der Cheliceren). Promarginal (vorne seitlich) besitzen sie drei Zähne, von denen der mediane jeweils größer als die anderen ist. Ferner ist diese Fläche der Cheliceren dicht mit Setae (chitinisierten Haaren) bedeckt. Retromarginal (hinten seitlich) befinden sich auf den Cheliceren ebenfalls drei allerdings hier gleich große Zähne. Das Sternum (Brustschild des Prosomas) ist posterior zugespitzt und erreicht nicht die Coxae (Hüftglieder) des vierten Beinpaares. Die Beine sind allesamt mit dunklen Stacheln versehen.
Das Opisthosoma (Hinterleib) weist bei den Bodentrichterspinnen eine dunkel graubraune Grundfärbung mitsamt einer mehr oder weniger deutlich ausgeprägten helle Winkel- und Fleckenzeichnung auf. Die Vertreter dieser Gattung zählen zu den sogenannten ecribellaten Spinnen. Bodentrichterspinnen besitzen wie die meisten Spinnen sechs jeweils paarig angegliederte Spinnwarzen, die allesamt deutlich voneinander separiert sind. Außerdem bestehen die posterioren Spinnwarzen aus zwei Segmenten und sind mehr als doppelt so lang wie die anterioren Spinnwarzen. Diese und die medianen haben ebenfalls eine ungleiche Länge. Der Colulus (vermutlich funktionsloser Hügel und Rest des einstigen sog. Cribellums) besteht aus mehreren dünnen Borsten.

Ansichten weiblicher Bodentrichterspinnen
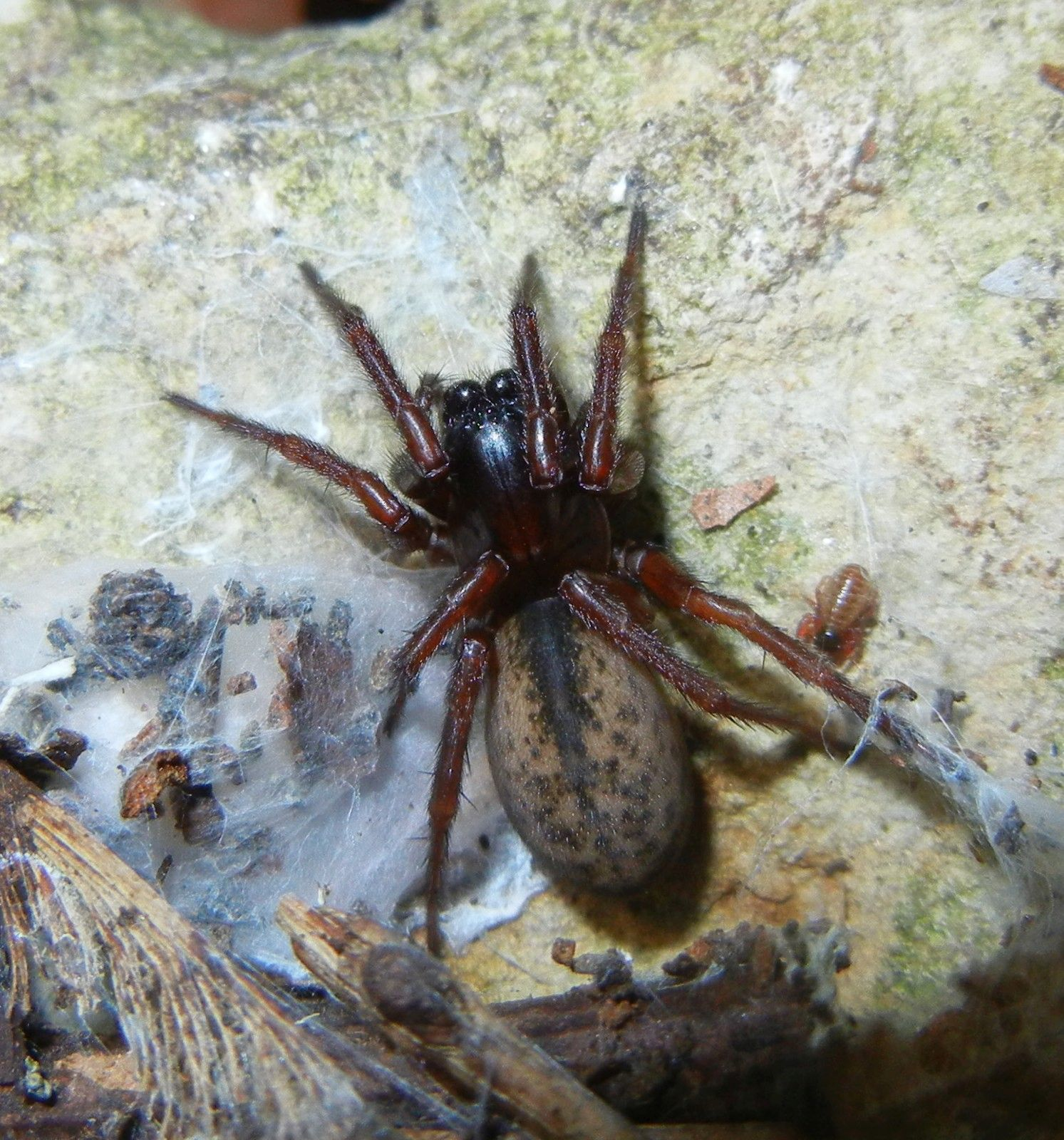
Dorsalansicht
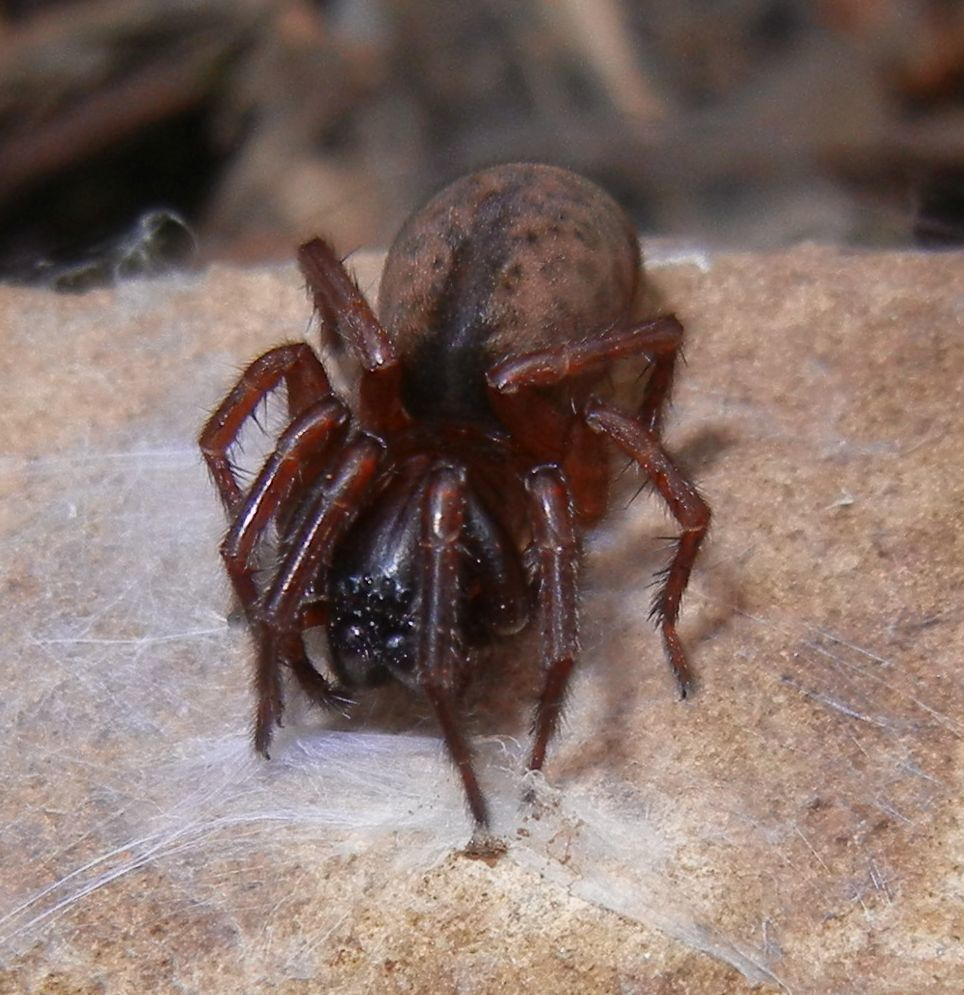
Frontalansicht
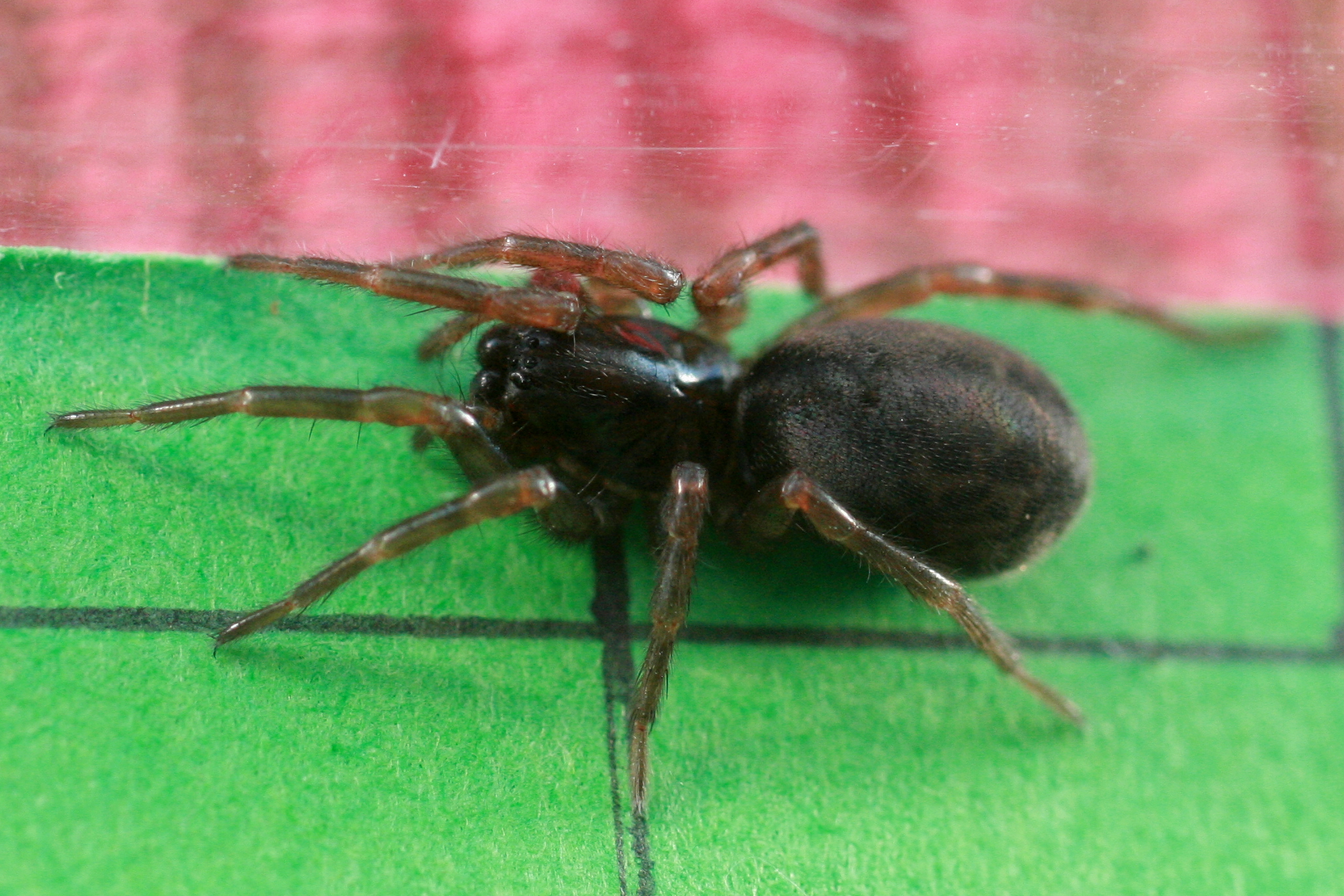
Lateralansicht
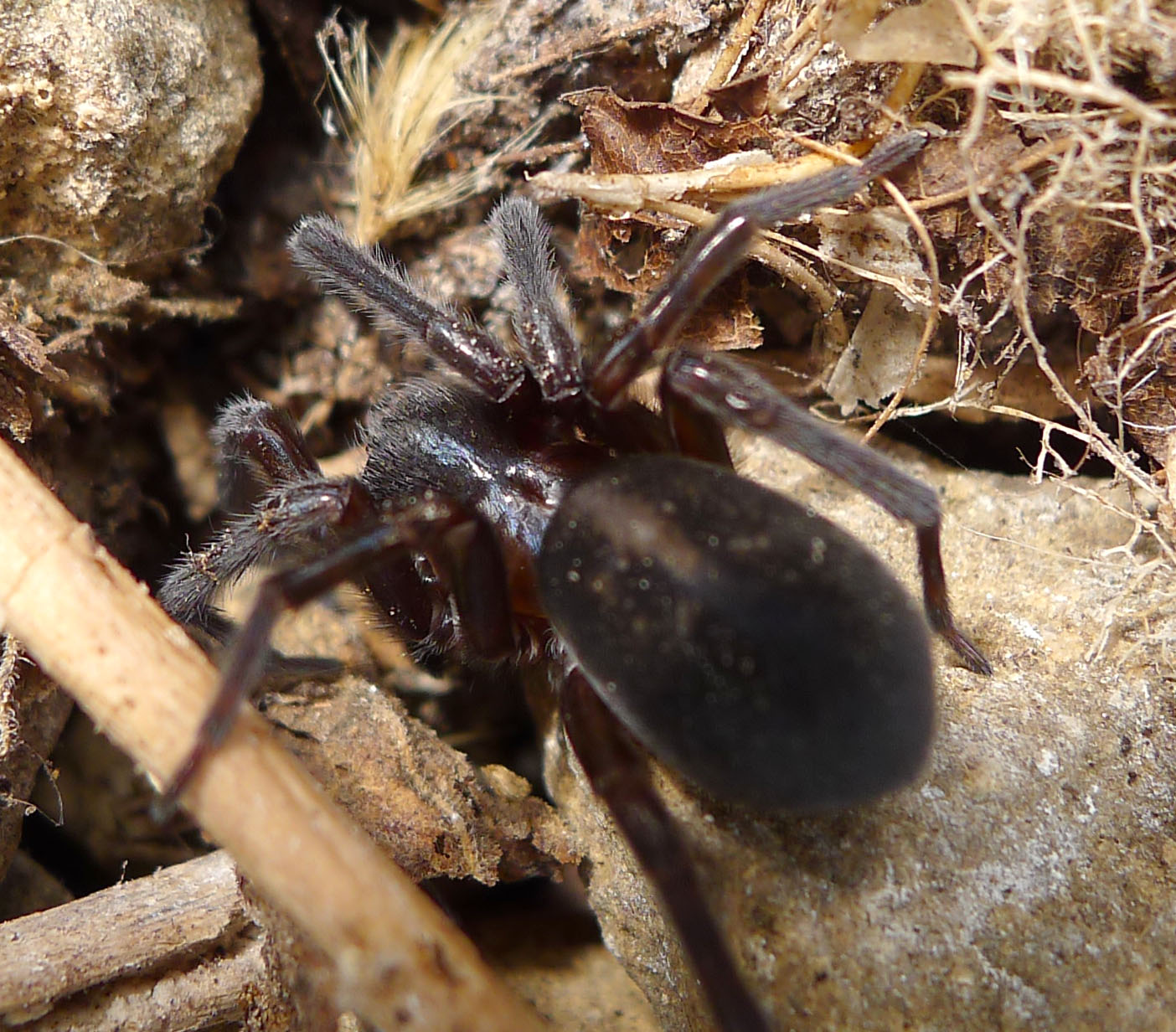
Rückansicht

### Genitalmorphologische Merkmale
Ein einzelner Bulbus (männliches Geschlechtsorgan) der Bodentrichterspinnen hat dorsal (oben) eine konduktor- bzw. leiterartige Apophyse (chitinisierter Fortsatz) und eine kurze, abgerundete und median angelegte Apophyse sowie eine dritte, breite Apophyse an der Patella (Glied zwischen Femur und Tibia) des Pedipalpus (umgewandelte Extremität im Kopfbereich).
Die Epigyne (weibliches Geschlechtsorgan) der zu dieser Gattung zählenden Arten weist lateral (seitlich) eine Bezahnung und ein kleines Atrium (Vorhof) auf. Die Kopulationskanäle sind vergleichsweise kurz.

### Differenzierung von den Scheinbodentrichterspinnen

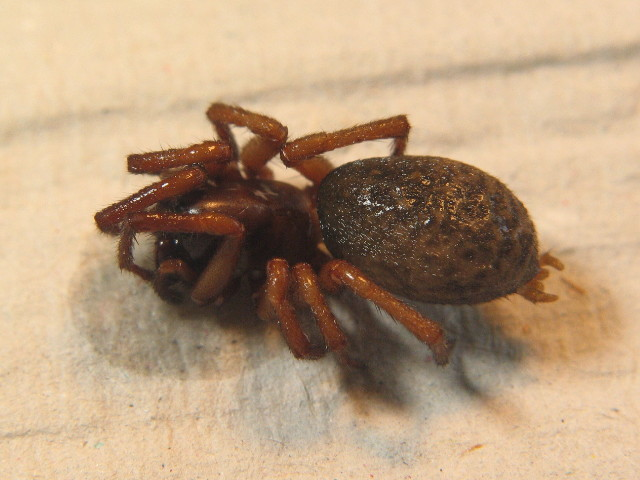
Präpariertes Weibchen der Stachellosen Bodentrichterspinne (Inermocoelotes inermis)

Die Bodentrichterspinnen ähneln den ebenfalls zur Unterfamilie der Coelotinae zählenden Scheinbodentrichterspinnen (Inermocoelotes), was auch schon der Trivialname letzterer Gattung verrät. Vertreter beider Gattungen sind nur anhand mikroskopischer Merkmale voneinander unterscheidbar. Bei einem einzelnen Bulbus der zu den Scheinbodentrichterspinnen zählenden Arten fehlt jedoch die Apophyse an der Patella. Die Epigyne hat bei den Scheinbodentrichterspinnen außerdem eine posterior angelegte Bezahnung und ein großes Atrium. Ferner sind hier die Kopulationskanäle vergleichsweise kurz.

## Verbreitung und Lebensräume

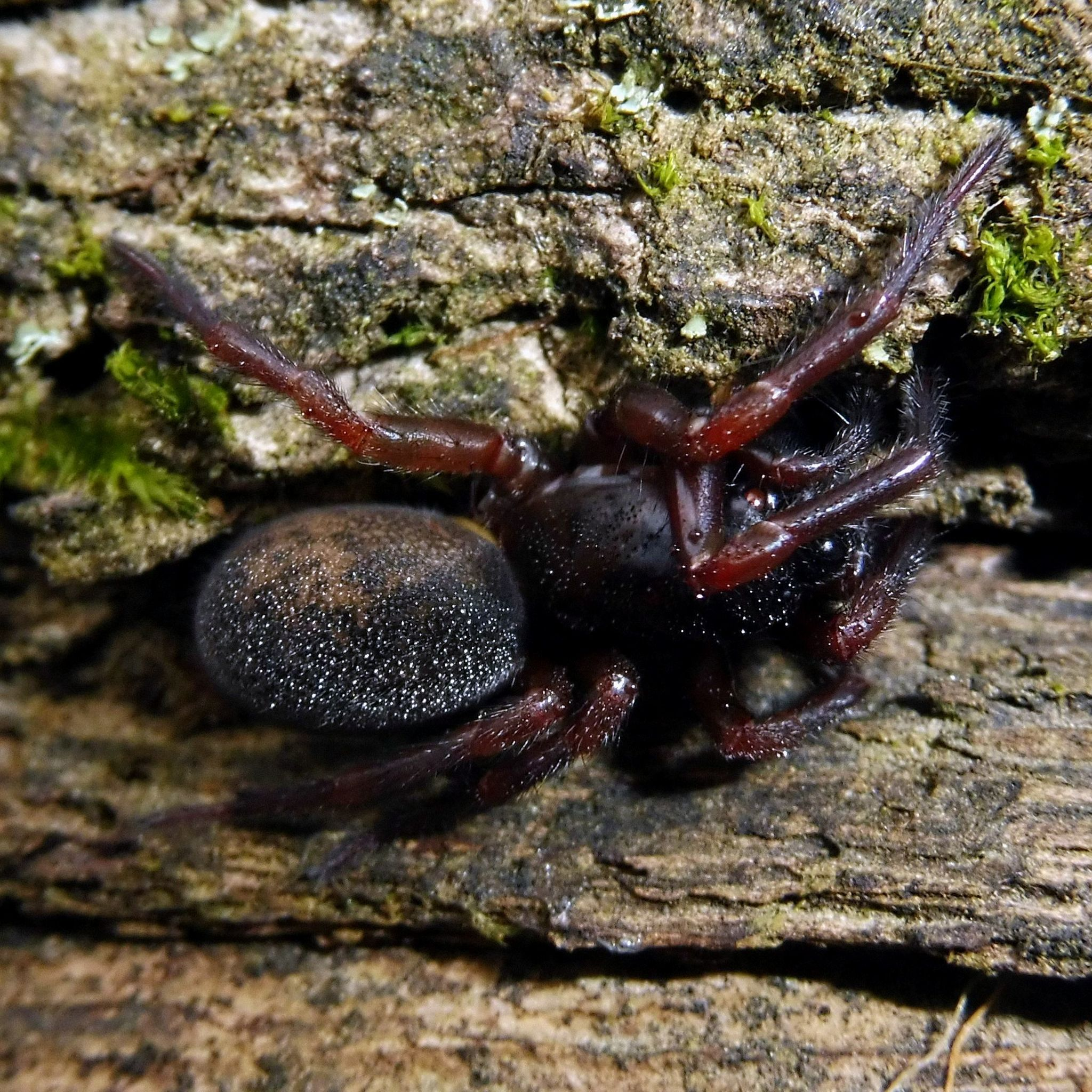
Weibchliche Bodentrichterspinne auf bemooster Rinde, gefunden auf Großbritannien.

Die Gattung der Bodentrichterspinnen ist in Europa und Ostasien verbreitet. Als Habitate (Lebensräume) der Spinnen kommen vor allem die Unterseite von Steinen und Totholz sowie Moospolster in Frage. Daneben werden auch Streuschichten und verschiedene Spalten bewohnt. Die Westliche Bodentrichterspinne (C. atropos) und die Gewöhnliche Bodentrichterspinne (C. terrestris) beispielsweise kommen häufig in Wäldern vor.

## Biologie

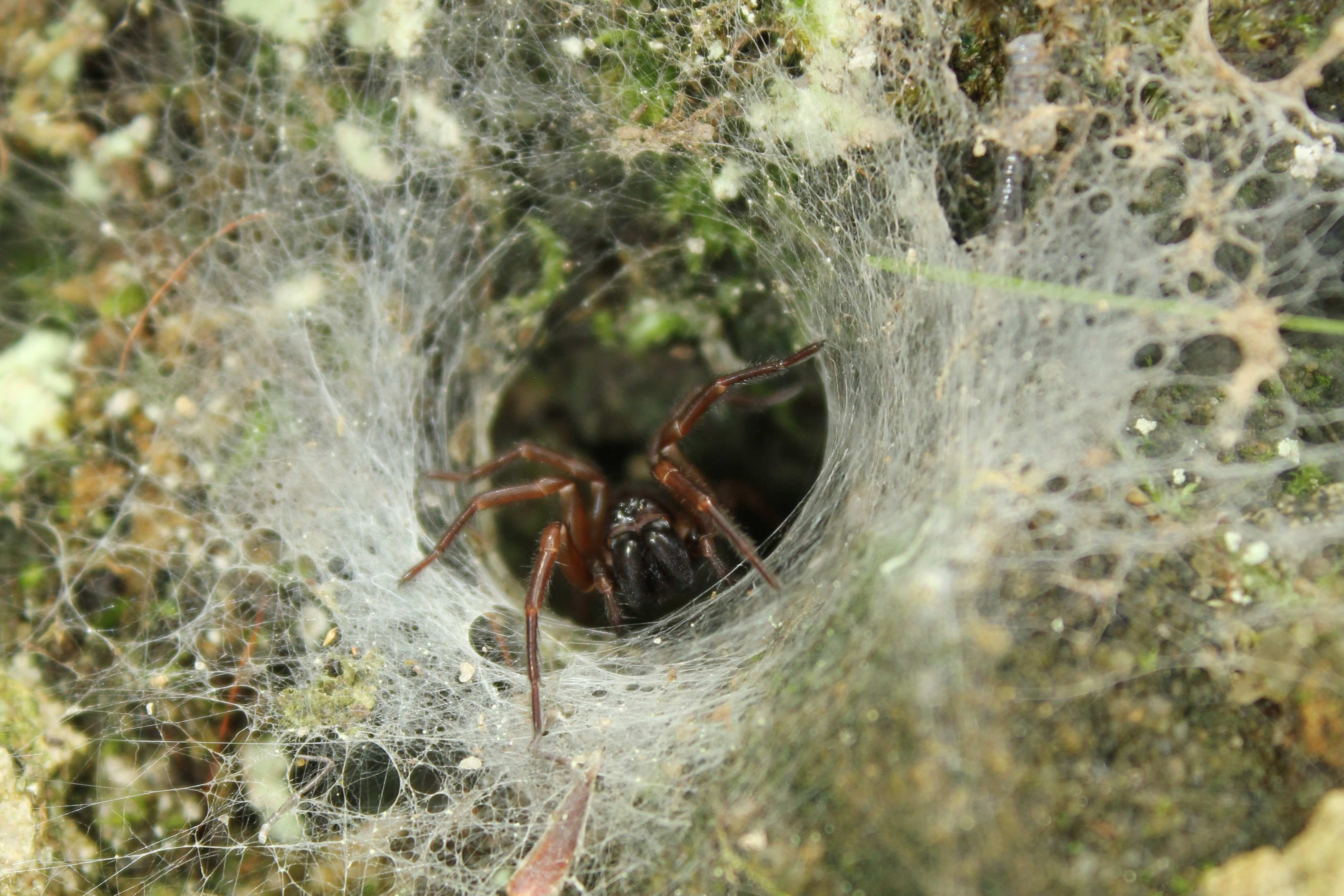
Weibliche Bodentrichterspinne in ihrem Trichternetz

Die wie für Spinnen üblich räuberisch lebenden Bodentrichterspinnen weisen entsprechend ihrer Trivialbezeichnung eine terrestrische (bodenbewohnende) Biologie auf und legen überdies wie alle Trichterspinnen (Agelenidae) die namensgebenden Trichternetze für den Beutefang an. Im Falle der Bodentrichterspinnen besteht ein derartiges Netz unter anderem aus dem trichterförmigen Fangbereich, der einen Durchmesser von gut 5 Zentimetern aufweist. Bei diesem Bereich handelt es sich wie bei anderen Trichterspinnen um eine Gespinstdecke, die bei den Bodentrichterspinnen jedoch stark reduziert ist. Der Fangbereich mündet in ein kreisrundes Loch, das wiederum in die Wohnröhre übergeht, die als Aufenthaltsort der Spinne dient. Die Röhre wird unterirdisch angelegt und von der Spinne selber gegraben. Diese Erdröhre ist einige Zentimeter lang und wird von innen locker ausgesponnen.

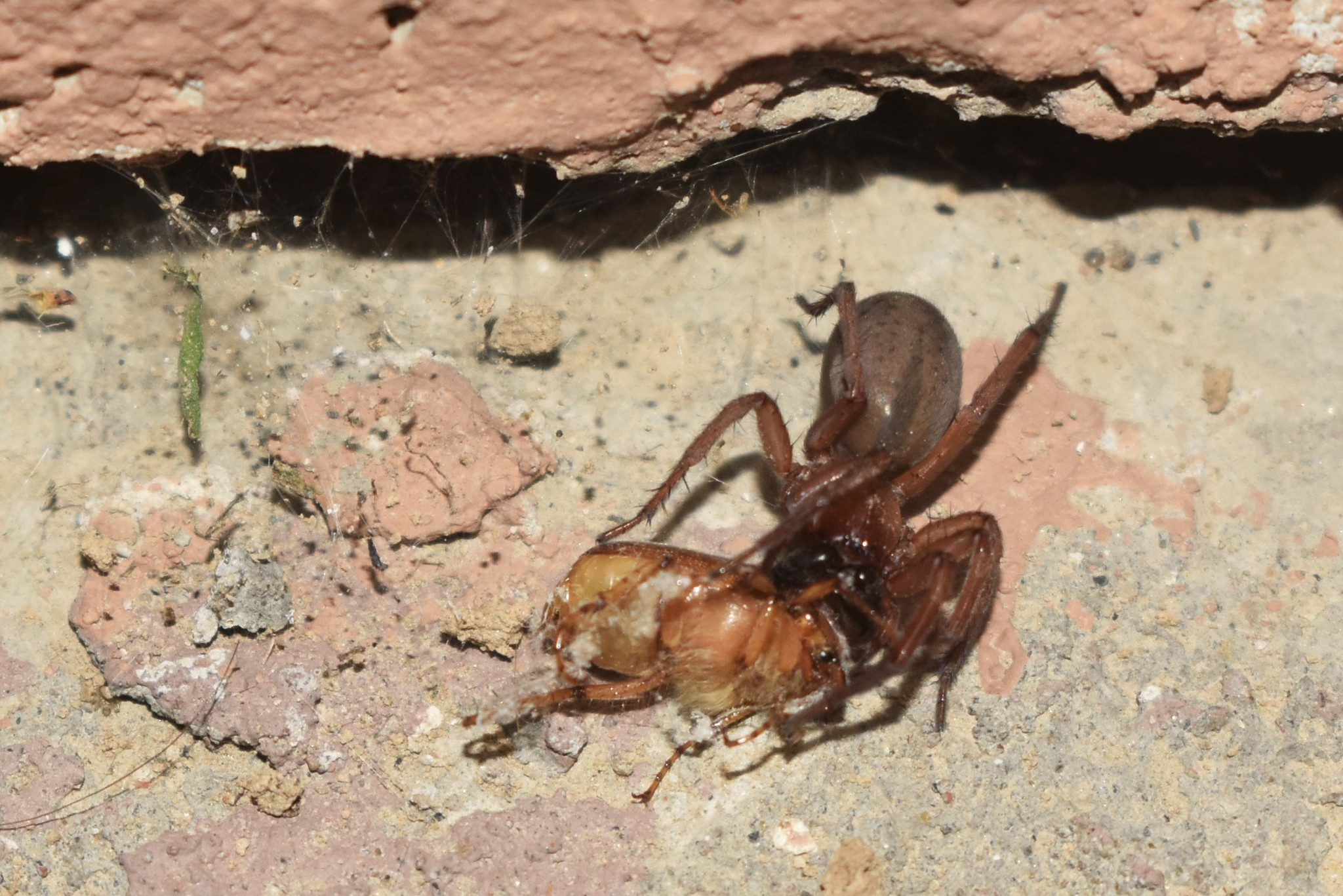
Weibchen von Coelotes turkestanicus mit erbeutetem Käfer

Die Hauptbeute der Bodentrichterspinnen stellen ebenfalls terrestrisch lebende Käfer dar. Die Tiere jagen wie alle netzbauenden Spinnen als Lauerjäger. Wird ein geeignetes Beutetier, etwa ein Käfer, auf dem Netz registriert, kommt die jeweilige Spinne schnell aus ihrer Wohnröhre hervor und versucht das Beutetier zu überwältigen. Käfer werden dafür von Bodentrichterspinnen auf den Rücken gedreht und ihr Exoskelett dann an einer mit wenig Chitin bedeckten Stelle mit den Cheliceren für das Verabreichen eines Giftbisses durchdrungen. Ein gebissenes Beutetier wird von der Spinne dann maximal bis zu 10 Minuten festgehalten, bis das verabreichte Gift schließlich seine Wirkung zeigt, was mit Lähmungen des Beutetiers einhergeht. Für den Verzehr wird das Beuteobjekt dann in die Wohnröhre transportiert.
Während der Paarungszeit verlassen die männlichen Bodentrichterspinnen ihre Netze und suchen die von Weibchen auf. Dort findet dann auch die Paarung statt, der ein Balzverhalten vorausgeht. Nach der Paarung fertigen die weiblichen Bodentrichterspinnen ihre Eikokons in ihren Erdröhren an und bewachen diese dort. Die Nachkommen verweilen bei den Arten dieser Gattung noch für etwa einen Monat bei ihrem Muttertier, das ein verglichen mit anderen Spinnen stark ausgeprägtes Brutpflegeverhalten aufweist. Die Jungtiere werden vom Muttertier betreut und überdies mit Nahrung versorgt. Zu letzterer Tätigkeit wird das Muttertier von seinen Nachkommen gelegentlich durch ein bettelartiges Verhalten animiert.

Lebenszyklus
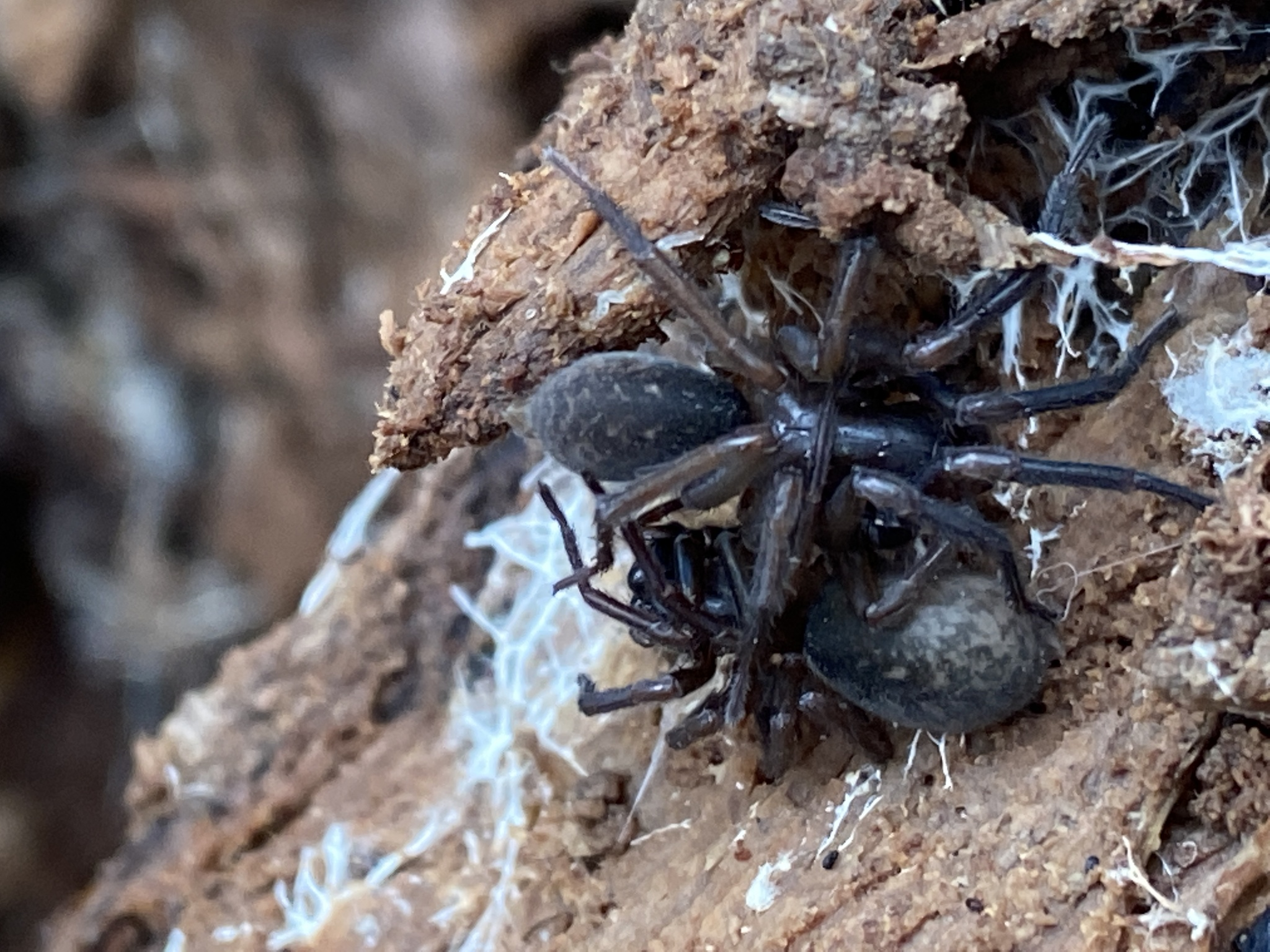
Paarung zweier Bodentrichterspinnen, das Männchen befindet sich über dem Weibchen.
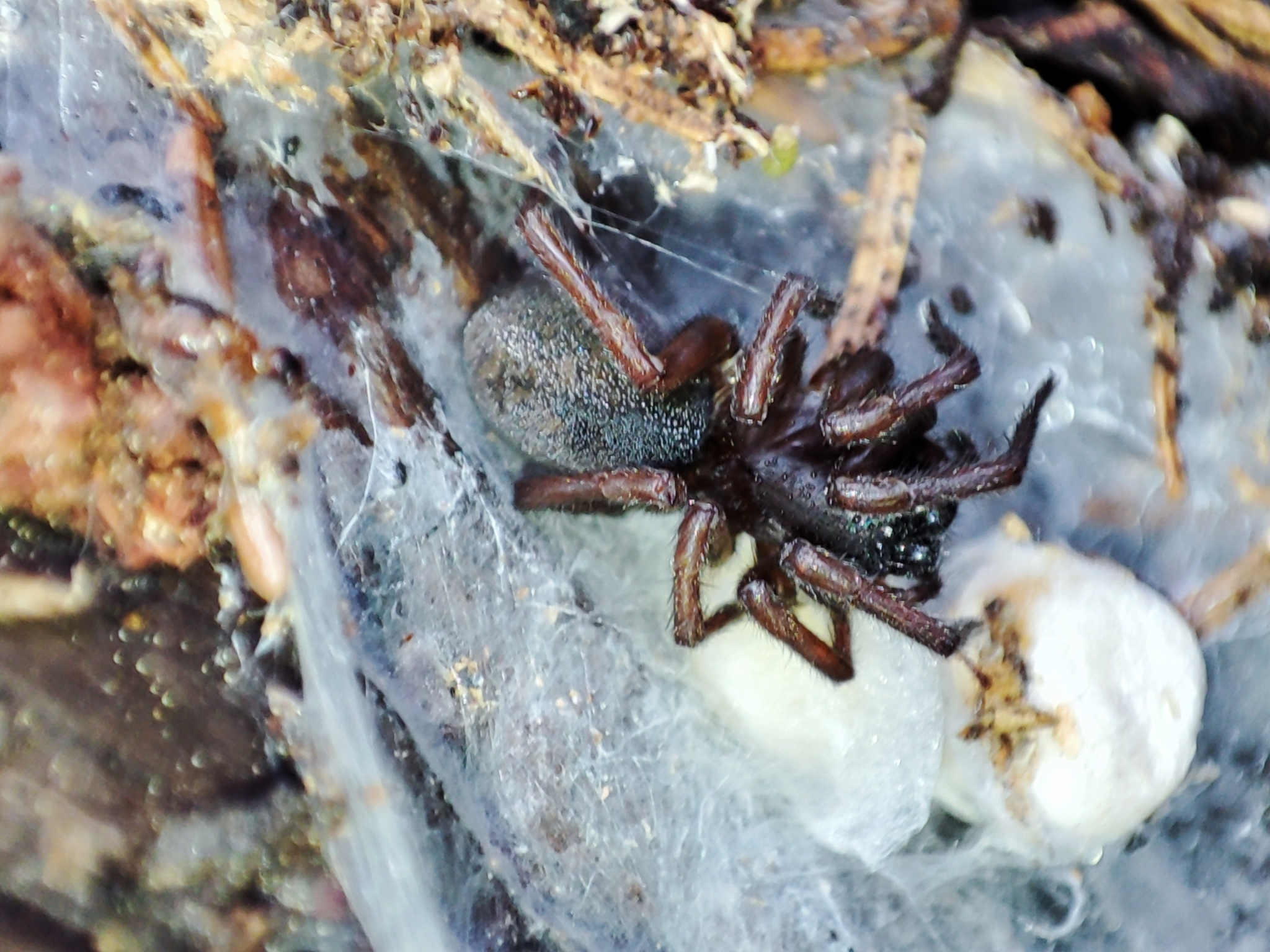
Weibchliche Bodentrichterspinne mit Eikokons
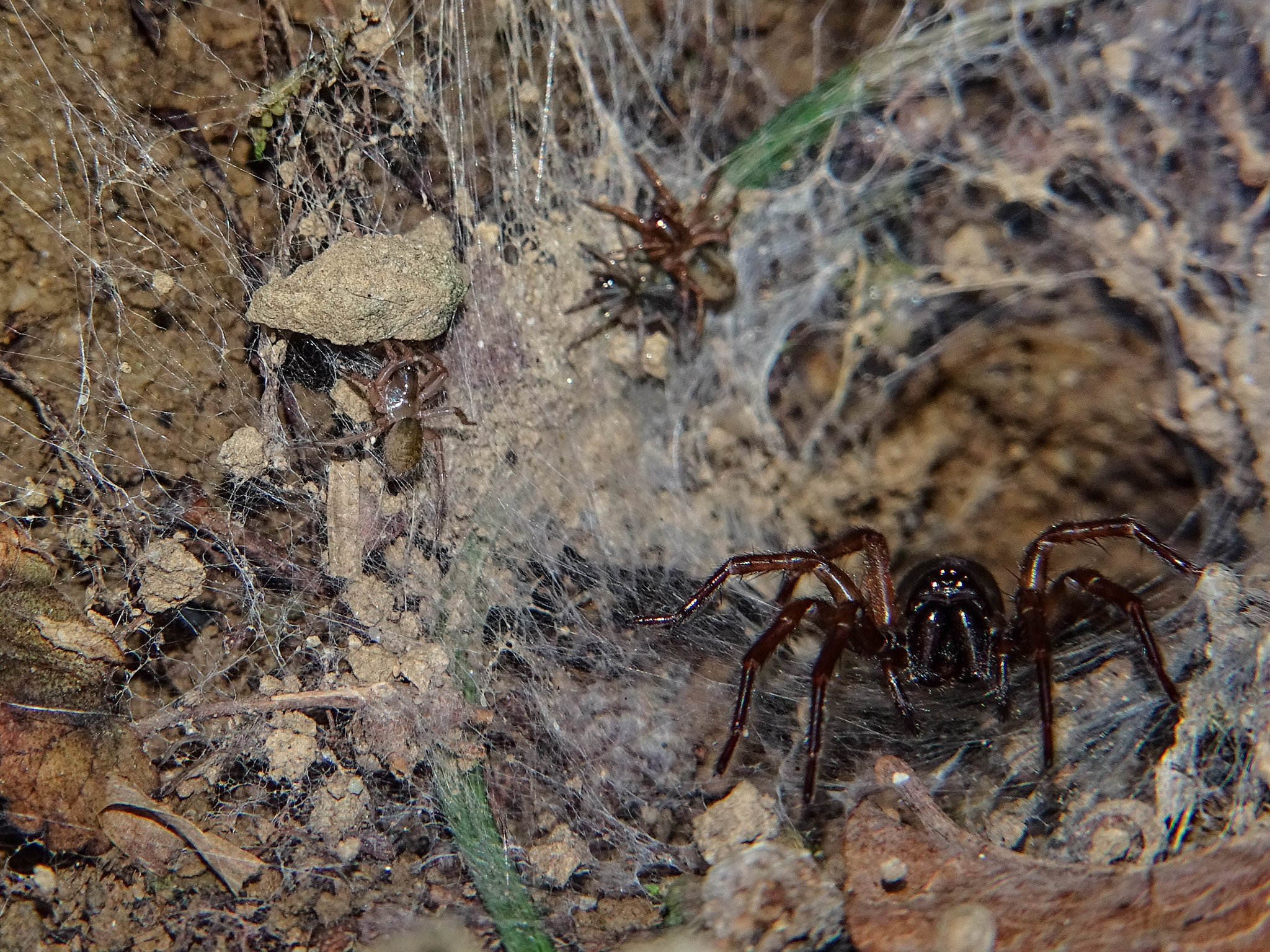
Weibliche Bodentrichterspinne mit Nachkommen
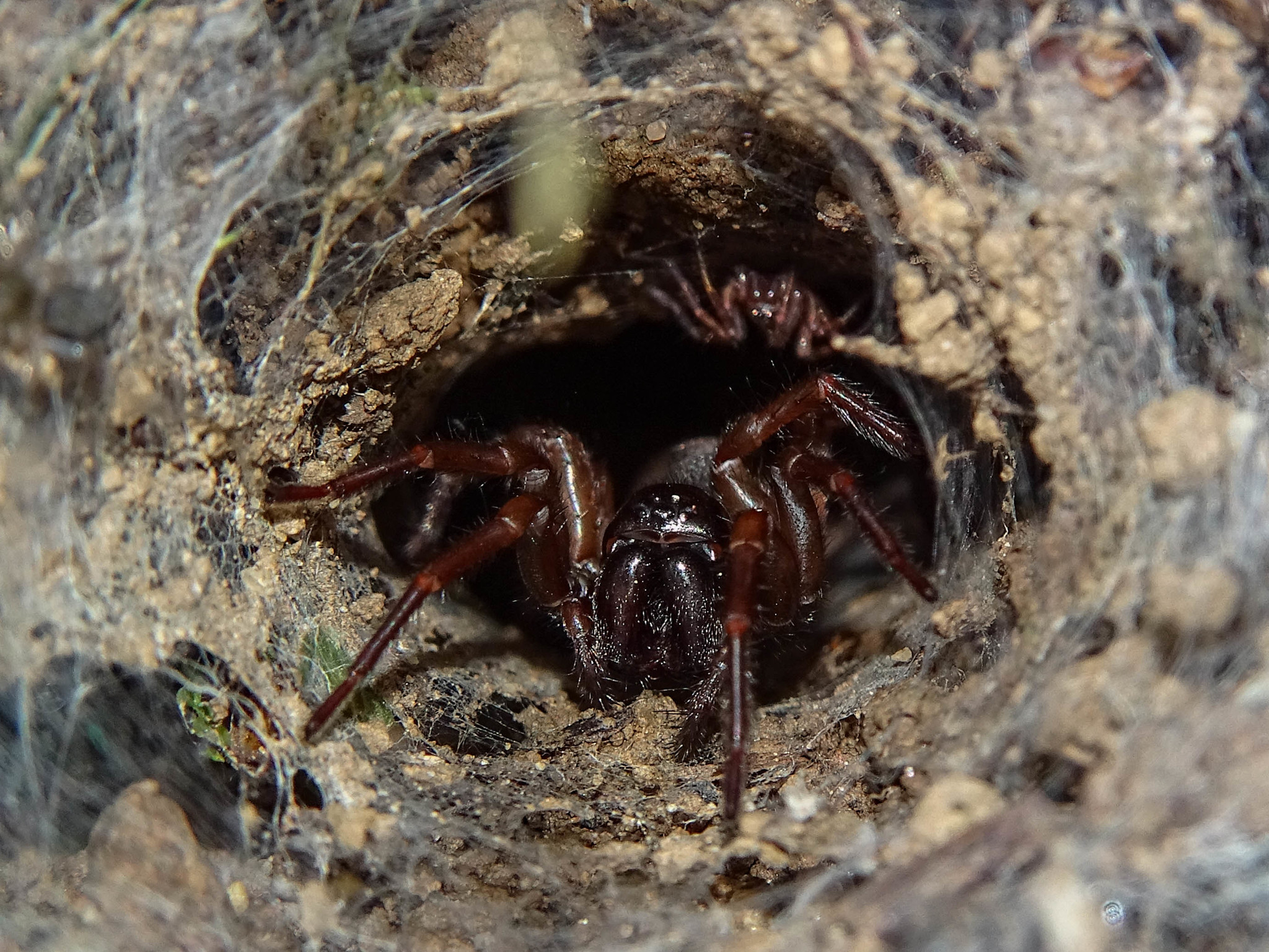
Dito

## Systematik
Die Systematik der Bodentrichterspinnen erfuhr mehrere Änderungen. Der Gattungsname Coelotes stammt von dem altgriechischen Nomen koilotēs, das übersetzt „Höhlung“ bzw. „Vertiefung“ bedeutet. Die Bezeichnung deutet somit auf die terrestrische und grabende Lebensweise der Spinnen. Die Typusart der Gattung ist die Westliche Bodentrichterspinne (C. atropos).

### Umstrittene Familienzugehörigkeit
Die Gattung der Bodentrichterspinnen wurde in der Vergangenheit sowohl der Familie der Trichterspinnen (Agelenidae) als auch der der Finsterspinnen (Amaurobiidae) zugeordnet. Für die Zugehörigkeit der Gattung zu den Trichterspinnen zählt u. a. das dort fehlende und dafür bei den Finsterspinnen vorhandene Cribellum. Seit einer 2010 von Jeremy A. Miller, Anthea Carmichael, Martín J. Ramírez, Joseph C. Spagna, Charles R. Haddad, Milan Řezáč, Jes Johannesen, Jiří Král, Xin-Ping Wang und Charles E. Griswold durchgeführten phylogenetischen (die Abstammung umfassende) Analyse der Teilordnung der Entelegynae gilt die Unterfamilie der Coelotinae mitsamt der dazugehörigen Gattung der Bodentrichterspinnen als der Familie der Trichterspinnen zugehörig.

### Arten
Die Gattung der Bodentrichterspinnen umfasst 174 Arten und Unterarten. Diese und ihre geographischen Verbreitungen sind:
- C. acerbus Liu, Li & Pham, 2010 – Vietnam
- C. adnexus Zhang, Zhu & Wang, 2017 – China
- C. aguniensis Shimojana, 2000 – Japan (Ryūkyū-Inseln)
- C. akakinaensis Shimojana, 2000 – Japan (Ryūkyū-Inseln)
- C. albimontanus Nishikawa, 2009 – Japan
- C. alpinus Polenec, 1972 – Italien, Österreich, Slowenien
- C. amamiensis Shimojana, 1989 – Japan (Ryūkyū-Inseln)
- C. amplilamnis Saito, 1936 – China
- C. antri (Komatsu, 1961) – Japan
- C. arganoi Brignoli, 1978 – Türkei
- C. aritai Nishikawa, 2009 – Japan
- Westliche Bodentrichterspinne (C. atropos) (Walckenaer, 1830) – Europa
- C. bifurcatus Okumura & Ono, 2006 – Japan
- C. biprocessis Zhang, Zhu & Wang, 2017 – China
- C. brachiatus Wang, Yin, Peng & Xie, 1990 – China
- C. brevis Xu & Li, 2007 – China
- C. capacilimbus Xu & Li, 2006 – China
- C. caudatus de Blauwe, 1973 – Libanon
- C. cavicola (Komatsu, 1961) – Japan
- C. charitonovi Spassky, 1939 – Zentralasien
- C. chenzhou Zhang & Yin, 2001 – China
- C. chishuiensis Zhang, Zhu & Wang, 2017 – China
- C. coenobita Brignoli, 1978 – Türkei
- C. colosseus Xu & Li, 2007 – China
- C. conversus Xu & Li, 2006 – China
- C. cornutus Nishikawa, 2009 – Japan
- C. cristiformis Jiang, Chen & Zhang, 2018 – China
- C. curvilamnis Ovtchinnikov, 2000 – Kirgisistan
  - C. c. alatauensis Ovtchinnikov, 2000 – Kasachstan, Kirgisistan
  - C. c. boomensis Ovtchinnikov, 2000 – Kirgisistan
- C. cylistus Peng & Wang, 1997 – China
- C. decolor Nishikawa, 1973 – Japan
- C. degeneratus Liu & Li, 2009 – China
- C. doii Nishikawa, 2009 – Japan
- C. dormans Nishikawa, 2009 – Japan
- C. eharai Arita, 1976 – Japan
- C. enasanus Nishikawa, 2009 – Japan
- C. everesti Hu, 2001 – China
- C. exaptus Banks, 1898 – Mexiko
- C. exilis Nishikawa, 2009 – Japan
- C. exitialis L. Koch, 1878 – Korea, Japan
- C. fanjingensis Zhang, Zhu & Wang, 2017 – China
- C. fujian Zhang, Zhu & Wang, 2017 – China
- C. furvus Liu, Li & Pham, 2010 – Vietnam
- C. galeiformis Wang, Yin, Peng & Xie, 1990 – China
- C. gifuensis Nishikawa, 2009 – Japan
- C. globasus (Wang, Peng & Kim, 1996) – China
- C. gotoensis Okumura, 2007 – Japan
- C. guttatus Wang, Yin, Peng & Xie, 1990 – China
- C. hachijoensis Ono, 2008 – Japan
- C. hamamurai Yaginuma, 1967 – Japan
- C. hataensis Nishikawa, 2009 – Japan
- C. hexommatus (Komatsu, 1957) – Japan
- C. hikonensis Nishikawa, 2009 – Japan
- C. hiradoensis Okumura & Ono, 2006 – Japan
- C. hiratsukai Arita, 1976 – Japan
- C. hiruzenensis Nishikawa, 2009 – Japan
- C. hiurai Nishikawa, 2009 – Japan
- C. ibukiensis Nishikawa, 2009 – Japan
- C. icohamatus Zhu & Wang, 1991 – China
- C. iharai Okumura, 2007 – Japan
- C. iheyaensis Shimojana, 2000 – Japan (Ryūkyū-Inseln)
- C. ikiensis Nishikawa, 2009 – Japan
- C. improprius (Wang, Griswold & Miller, 2010) – China
- C. indentatus Zhang, Zhu & Wang, 2017 – China
- C. insulanus Shimojana, 2000 – Japan (Ryūkyū-Inseln)
- C. introhamatus Xu & Li, 2006 – China
- C. isensis Okumura, 2019 – Japan
- C. iriei Okumura, 2013 – Japan
- C. italicus Kritscher, 1956 – Italien
- C. iyoensis Nishikawa, 2009 – Japan
- C. izenaensis Shimojana, 2000 – Japan (Ryūkyū-Inseln)
- C. jianfenglingensis (Liu & Li, 2009) – China
- C. juglandicola Ovtchinnikov, 1984 – Kirgisistan
- C. kagaensis Nishikawa, 2009 – Japan
- C. kakeromaensis Shimojana, 2000 – Japan (Ryūkyū-Inseln)
- C. katsurai Nishikawa, 2009 – Japan
- C. keramaensis Shimojana, 2000 – Japan (Ryūkyū-Inseln)
- C. kimi Kim & Park, 2009 – Korea
- C. kintaroi Nishikawa, 1983 – Japan
- C. kirgisicus Ovtchinnikov, 2000 – Kirgisistan
- C. kitazawai Yaginuma, 1972 – Japan
- C. koshikiensis Okumura, 2013 – Japan
- C. kumejimanus Shimojana, 2000 – Japan (Ryūkyū-Inseln)
- C. kumensis Shimojana, 1989 – Japan (Ryūkyū-Inseln)
- C. kunigamiensis Okumura, Suzuki & Serita, 2020 – Japan (Ryūkyū-Inseln)
- C. lamellatus Nishikawa, 2009 – Japan
- C. laohuanglongensis Liu & Li, 2009 – China
- C. ledongensis Zhang, Zhu & Wang, 2017 – China
- C. luculli Brignoli, 1978 – Türkei
- C. maculatus Zhang, Peng & Kim, 1997 – China
- C. mastrucatus Wang, Yin, Peng & Xie, 1990 – China
- C. mediocris Kulczyński, 1887 – Schweiz, Italien, möglicherweise die Ukraine
- C. micado Strand, 1907 – Japan
- C. microps Schenkel, 1963 – China
- C. minobusanus Nishikawa, 2009 – Japan
- C. minoensis Nishikawa, 2009 – Japan
- C. miyakoensis Shimojana, 2000 – Japan (Ryūkyū-Inseln)
- C. modestus Simon, 1880 – China, Japan
- C. mohrii Nishikawa, 2009 – Japan
- C. motobuensis Shimojana, 2000 – Japan (Ryūkyū-Inseln)
- C. multannulatus Zhang, Zhu, Sun & Song, 2006 – China
- C. musashiensis Nishikawa, 1989 – Japan
- C. nagaraensis Nishikawa, 2009 – Japan
- C. nasensis Shimojana, 2000 – Japan (Ryūkyū-Inseln)
- C. nazuna Nishikawa, 2009 – Japan
- C. nenilini Ovtchinnikov, 1999 – Usbekistan
- C. ningmingensis Peng, Yan, Liu & Kim, 1998 – China
- C. noctulus Wang, Yin, Peng & Xie, 1990 – China
- C. nojimai Okumura & Zhao, 2021 – Japan
- C. notoensis Nishikawa, 2009 – Japan
- C. obako Nishikawa, 1983 – Japan
- C. obtusangulus Luo & Chen, 2015 – China
- C. ogatai Nishikawa, 2009 – Japan
- C. okinawensis Shimojana, 1989 – Japan (Ryūkyū-Inseln)
- C. osamui Nishikawa, 2009 – Japan
- C. osellai de Blauwe, 1973 – Italien
- C. oshimaensis Shimojana, 2000 – Japan (Ryūkyū-Inseln)
- C. oxyacanthus Okumura, 2013 – Japan
- C. pabulator Simon, 1875 – Frankreich, Schweiz
- C. pastoralis Ovtchinnikov, 2000 – Kasachstan, Kirgisistan
- C. pedodentalis Zhang, Zhu, Sun & Song, 2006 – China
- C. perbrevis Liu, Li & Pham, 2010 – Vietnam
- C. personatus Nishikawa, 1973 – Japan
- C. pervicax Hu & Li, 1987 – China
- C. phthisicus Brignoli, 1978 – Türkei
- C. pickardi O. Pickard-Cambridge, 1873 – Schweiz, Italien
  - C p. carpathensis Ovtchinnikov, 1999 – Ukraine
  - C. p. pastor Simon, 1875 – Frankreich
  - C. p. tirolensis (Kulczyński, 1906) – Schweiz, Italien, möglicherweise die Ukraine
- C. poleneci Wiehle, 1964 – Österreich, Slowenien
- C. polyedricus Liu, Li & Pham, 2010 – Vietnam
- C. poricus Zhang, Zhu & Wang, 2017 – China
- C. poweri Simon, 1875 – Frankreich
- C. processus Xu & Li, 2007 – China
- C. progressoridentes Ovtchinnikov, 2000 – Kirgisistan
- C. quadratus Wang, Yin, Peng & Xie, 1990 – China
- C. rhododendri Brignoli, 1978 – Türkei
- C. robustior Nishikawa, 2009 – Japan
- C. robustus Wang, Yin, Peng & Xie, 1990 – China
- C. rudolfi (Schenkel, 1925) – Schweiz
- C. rugosus (Wang, Peng & Kim, 1996) – China
- C. saccatus Peng & Yin, 1998 – China
- C. saikaiensis Okumura, 2013 – Japan
- C. sanoi Nishikawa, 2009 – Japan
- C. sawadai Nishikawa, 2009 – Japan
- C. septus Wang, Yin, Peng & Xie, 1990 – China
- C. serpentinus Jiang, Chen & Zhang, 2018 – China
- C. shimajiriensis Shimojana, 2000 – Japan (Ryūkyū-Inseln)
- C. simplex O. Pickard-Cambridge, 1885 – China (Yarkand)
- C. sinopensis Danişman, Karanfil & Coşar, 2016 – Türkei
- C. sinuolatus Zhang, Zhu & Wang, 2017 – China
- Alpen-Bodentrichterspinne (C. solitarius) L. Koch, 1868 – Europa
- C. songae Liu, Li & Pham, 2010 – Vietnam
- C. sordidus Ovtchinnikov, 2000 – Kasachstan, Kirgisistan
- C. striatilamnis Ovtchinnikov, 2000 – Kasachstan, Kirgisistan
  - C s. ketmenensis Ovtchinnikov, 2001 – Kasachstan, Kirgisistan
- C. stylifer Caporiacco, 1935 – Kaschmir
- C. suruga Nishikawa, 2009 – Japan
- C. suthepicus Dankittipakul, Chami-Kranon & Wang, 2005 – Thailand
- C. takanawaensis Nishikawa, 2009 – Japan
- C. taurus Nishikawa, 2009 – Japan
- C. tegenarioides O. Pickard-Cambridge, 1885 – China (Yarkand)
- C. tenutubilaris Zhang, Zhu & Wang, 2017 – China
- Gewöhnliche Bodentrichterspinne (C. terrestris) (Wider, 1834) – Europa, Türkei
- C. tiantangensis Luo & Chen, 2015 – China
- C. tiantongensis Zhang, Peng & Kim, 1997 – China
- C. titaniacus Brignoli, 1977 – Griechenland
- C. tochigiensis Nishikawa, 2009 – Japan
- C. tojoi Nishikawa, 2009 – Japan
- C. tokaraensis Shimojana, 2000 – Japan (Ryūkyū-Inseln)
- C. tokunoshimaensis Shimojana, 2000 – Japan (Ryūkyū-Inseln)
- C. tominagai Nishikawa, 2009 – Japan
- C. tonakiensis Shimojana, 2000 – Japan (Ryūkyū-Inseln)
- C. transiliensis Ovtchinnikov, 2000 – Kasachstan, Kirgisistan
- C. troglocaecus Shimojana & Nishihira, 2000 – Japan (Präfektur Okinawa)
- C. turkestanicus Ovtchinnikov, 1999 – Russland (Europa) bis Zentralasien
- C. uncatus Liu & Li, 2009 – China
- C. undulatus Hu & Wang, 1990 – China
- C. unicatus Yaginuma, 1977 – Japan
- C. unzenensis Okumura, 2013 – Japan
- C. uozumii Nishikawa, 2002 – Japan
- C. vallei Brignoli, 1977 – Italien
- C. vestigialis Xu & Li, 2007 – China
- C. vignai Brignoli, 1978 – Türkei
- C. wangi Chen & Zhao, 1997 – China
- C. xinjiangensis Hu, 1992 – China
- C. yaginumai Nishikawa, 1972 – Japan
- C. yahagiensis Nishikawa, 2009 – Japan
- C. yambaruensis Shimojana, 2000 – Japan (Ryūkyū-Inseln)
- C. yodoensis Nishikawa, 1977 – Japan
- C. zaoensis Nishikawa, 2009 – Japan

#### Transferierte Arten
225 Arten galten einst als zu den Bodentrichterspinnen zugehörig, wurden jedoch mittlerweile transferiert. Die Arten sind:
- C. acco Nishikawa, 1987 = Iwogumoa acco
- C. acicularis Wang, Griswold & Ubick, 2009 = Sinocoelotes acicularis
- C. acidentatus Peng & Yin, 1998 = Draconarius acidentatus
- C. adligansus Peng & Yin, 1998 = Draconarius adligansus
- C. akakinaensis Shimojana, 2000 = Griseidraconarius akakinaensis
- C. altissimus Hu, 2001 = Draconarius altissimus
- C. alveolifer Schenkel, 1936 = Tamgrinia alveolifera
- C. amygdaliformis Zhu & Wang, 1991 = Hauswinkelspinne (Tegenaria domestica)
- C. anoplus Kulczyński, 1897 = Inermocoelotes anoplus
- C. arcuatus Chen, 1984 = Draconarius arcuatus
- C. argenteus Wang, Yin, Peng & Xie, 1990 = Draconarius argenteus
- C. armeniacus Brignoli, 1978 = Draconarius aspinatus
- C. aspinatus Wang, Yin, Peng & Xie, 1990 = Draconarius neixiangensis
- C. atratus Wang, Yin, Peng & Xie, 1990 = Iwogumoa xinhuiensis
- C. baccatus Wang, 1994 = Draconarius baronii
- C. baronii Brignoli, 1978 = Draconarius baronii
- C. bicaudatus Paik, 1976 = Tegecoelotes secundus
- C. bicultratus Chen, Zhao & Wang, 1991 = Lineacoelotes bicultratus
- C. bidens Caporiacco, 1935 = Pireneitega bidens
- C. bifidus Paik, 1976 = Lineacoelotes bicultratus
- C. bifurcatus Okumura & Ono, 2006 = Aeolocoelotes bifurcatus
- C. birulai Ermolaev, 1927 = Pireneitega luctuosa
- C. bituberculatus Wang, Yin, Peng & Xie, 1990 = Draconarius bituberculatus
- C. brevispinus Deltshev & Dimitrov, 1996 = Inermocoelotes brevispinus
- C. brunneus Hu & Li, 1987 = Draconarius brunneus
- C. calcariformis Wang, 1994 = Draconarius calcariformis
- C. caraftensis Kishida, 1924 = Pireneitega spinivulva
- C. carinatus Wang, Yin, Peng & Xie, 1990 = Draconarius carinatus
- C. cavernalis Huang, Peng & Li, 2002 = Draconarius cavernalis
- C. chaiqiaoensis Zhang, Peng & Kim, 1997 = Draconarius chaiqiaoensis
- C. cheni Platnick, 1989 = Draconarius cheni
- C. cinctus Zhu, Song, Gao & Guan, 1993 = Iwogumoa dicranata
- C. circinalis Gao, Song, Zhu & Guan, 1993 = Alloclubionoides rostratus
- C. corasides (Bösenberg & Strand, 1906) = Tegecoelotes corasides
- C. coreanus Paik & Yaginuma, 1969 = Draconarius coreanus
- C. cornutus Nishikawa, 2009 = Aeolocoelotes cornutus
- C. cottarellii Brignoli, 1978 = Pireneitega cottarellii
- C. csikii Kulczyński, 1901 = Pireneitega spinivulva
- C. curtus (Bösenberg & Strand, 1906) = Iwogumoa insidiosa
- C. davidi Schenkel, 1963 = Draconarius davidi
- C. decolor Nishikawa, 1973 = Griseidraconarius decolor
- C. deltshevi Dimitrov, 1996 = Inermocoelotes deltshevi
- C. denisi Schenkel, 1963 = Draconarius denisi
- C. dicranatus Wang, Yin, Peng & Xie, 1990 = Iwogumoa dicranata
- C. digitusiformis Wang, Yin, Peng & Xie, 1990 = Draconarius digitusiformis
- C. dimidiatus Paik, 1974 = Alloclubionoides dimidiatus
- C. drenskii Deltshev, 1990 = Inermocoelotes drenskii
- C. edentulus Wang & Ono, 1998 = Leptocoelotes edentulus
- C. ensifer Wang & Ono, 1998 = Iwogumoa ensifer
- C. erraticus Nishikawa, 1983 = Tegecoelotes secundus
- C. euini Paik, 1976 = Alloclubionoides euini
- C. falciger Kulczyński, 1897 = Inermocoelotes falciger
- C. fasciatus Wang, Yin, Peng & Xie, 1990 = Pireneitega spinivulva
- C. fedotovi Charitonov, 1946 = Pireneitega fedotovi
- C. filamentaceus Tang, Yin & Zhang, 2002 = Iwogumoa filamentacea
- C. forficatus Liu & Li, 2010 = Sinocoelotes forficatus
- C. funiushanensis Hu, Wang & Wang, 1991 = Lineacoelotes funiushanensis
- C. garibaldii Kritscher, 1969 = Pireneitega garibaldii
- C. gasperinii Simon, 1891 = Inermocoelotes gasperinii
- C. grandivulva Yaginuma, 1969 = Alloclubionoides grandivulvus
- C. guangxian Zhang, Yang, Zhu & Song, 2003 = Sinocoelotes guangxian
- C. guizhouensis Peng, Li & Huang, 2002 = Draconarius guizhouensis
- C. gurkha Brignoli, 1976 = Draconarius gurkha
- C. gyirongensis Hu & Li, 1987 = Himalcoelotes gyirongensis
- C. gyriniformis Wang & Zhu, 1991 = Draconarius gyriniformis
- C. hamamurai Yaginuma, 1967 = Curticoelotes hamamurai
- C. hangzhouensis Chen, 1984 = Draconarius hangzhouensis
- C. hengshanensis Tang & Yin, 2003 = Draconarius hengshanensis
- C. himalayaensis Hu, 2001 = Draconarius himalayaensis
- C. hiradoensis Okumura & Ono, 2006 = Curticoelotes hiradoensis
- C. huangsangensis Peng, Yan, Liu & Kim, 1998 = Orumcekia gemata
- C. hui Dankittipakul & Wang, 2003 = Draconarius hui
- C. huizhunesis Wang & Xu, 1988 = Draconarius huizhunesis
- C. icohamatoides Peng & Wang, 1997 = Platocoelotes icohamatoides
- C. ignotus (Bösenberg & Strand, 1906) = Tegecoelotes ignotus
- C. illustratus Wang, Yin, Peng & Xie, 1990 = Iwogumoa illustrata
- C. impletus Peng & Wang, 1997 = Platocoelotes impletus
- C. inabaensis Arita, 1974 = Dichodactylus inabaensis
- C. indistinctus Xu & Li, 2006 = Draconarius indistinctus
- C. inermis (L. Koch, 1855) = Stachellose Bodentrichterspinne (Inermocoelotes inermis)
- C. infulatus Wang, Yin, Peng & Xie, 1990 = Draconarius infulatus
- C. insidiosus L. Koch, 1878 = Iwogumoa insidiosa
- C. interunus Nishikawa, 1977 = Iwogumoa interuna
- C. involutus Wang, Yin, Peng & Xie, 1990 = Pireneitega involuta
- C. iriei Okumura, 2013 = Griseidraconarius iriei
- C. iyoensis Nishikawa, 2009 = Aeolocoelotes mohrii
- C. japonicus Karsch, 1879 = Pireneitega luctuosa
- C. jiangyongensis Peng, Gong & Kim, 1996 = Draconarius jiangyongensis
- C. jucundus Chen & Zhao, 1997 = Iwogumoa plancyi
- C. jurinitschi (Drensky, 1915) = Inermocoelotes jurinitschi
- C. karlinskii (Kulczyński, 1906) = Inermocoelotes karlinskii
- C. kayasanensis Paik, 1972 = Draconarius kayasanensis
- C. kekenboschi de Blauwe, 1973 = Pireneitega garibaldii
- C. kimi Paik, 1974 = Alloclubionoides dimidiatus
- C. kintaroi Nishikawa, 1983 = Curticoelotes kintaroi
- C. kulczynskii (Drensky, 1915) = Inermocoelotes kulczynskii
- C. kulianganus Chamberlin, 1924 = Longicoelotes kulianganus
- C. labiatus Wang & Ono, 1998 = Draconarius labiatus
- C. lama Brignoli, 1976 = Draconarius gurkha
- C. laoyingensis Chen & Zhao, 1997 = Spiricoelotes zonatus
- C. laticeps Schenkel, 1936 = Tamgrinia laticeps
- C. latus Wang, Tso & Wu, 2001 = Femoracoelotes latus
- C. liansui Bao & Yin, 2004 = Pireneitega luctuosa
- C. lichuanensis Chen & Zhao, 1998 = Platocoelotes lichuanensis
- C. linzhiensis Hu, 2001 = Draconarius linzhiensis
- C. longispinus Kulczyński, 1897 = Urocoras longispina
- C. longus Wang, Tso & Wu, 2001 = Iwogumoa longa
- C. luctuosus schensiensis Schenkel, 1963 = Pireneitega spinivulva
- C. lunatus Paik, 1976 = Alloclubionoides lunatus
- C. luniformis Zhu & Wang, 1994 = Pireneitega luniformis
- C. lushanensis Peng & Wang, 1997 = Prochora praticola
- C. lutulentus Wang, Yin, Peng & Xie, 1990 = Draconarius lutulentus
- C. lyratus Wang, Yin, Peng & Xie, 1990 = Tonsilla lyrata
- C. magniceps Schenkel, 1936 = Draconarius magniceps
- C. major Kroneberg, 1875 = Pireneitega major
- C. matesianus de Blauwe, 1973 = Urocoras matesianus
- C. meniscatus Zhu & Wang, 1991 = Alloclubionoides meniscatus
- C. michikoae Nishikawa, 1977 = Tegecoelotes michikoae
- C. microlepidus de Blauwe, 1973 = Inermocoelotes microlepidus
- C. moellendorffi (Karsch, 1881) = Pireneitega spinivulva
- C. mohrii Nishikawa, 2009 = Aeolocoelotes mohrii
- C. molluscus Wang, Yin, Peng & Xie, 1990 = Draconarius molluscus
- C. montivagus Wang & Ono, 1998 = Iwogumoa montivaga
- C. munieri Simon, 1880 = Urocoras munieri
- C. muscicapus (Bösenberg & Strand, 1906) = Tegecoelotes ignotus
- C. muscus (Chen & Zhang, 1991) = Draconarius lutulentus
- C. nanyuensis Peng & Yin, 1998 = Draconarius nanyuensis
- C. nanyuensis Tang & Yin, 2002 = Draconarius hengshanensis
- C. nariceus Zhu & Wang, 1994 = Alloclubionoides nariceus
- C. neglectum Hu, 2001 = Pireneitega spinivulva
- C. neixiangensis Hu, Wang & Wang, 1991 = Draconarius neixiangensis
- C. nicomedis Brignoli, 1978 = Urocoras nicomedis
- C. nitidus Li & Zhang, 2002 = Lineacoelotes nitidus
- C. obesus Simon, 1875 = Pireneitega pyrenaea
- C. ornatus Wang, Yin, Peng & Xie, 1990 = Draconarius ornatus
- C. ovatus Paik, 1976 = Alloclubionoides ovatus
- C. oxyacanthus Okumura, 2013 = Curticoelotes oxyacanthus
- C. paikwunensis Kim & Jung, 1993 = Alloclubionoides coreanus
- C. palinitropus Zhu & Wang, 1994 = Notiocoelotes palinitropus
- C. paradicranatus Guan, Zhu, Song & Gao, 1993 = Iwogumoa dicranata
- C. pengi Ovtchinnikov, 1999 = Iwogumoa pengi
- C. penicillatus Wang, Yin, Peng & Xie, 1990 = Draconarius penicillatus
- C. personatus Nishikawa, 1973 = Aeolocoelotes personatus
- C. picta Hu, 2001 = Draconarius pictus
- C. plancyi Simon, 1880 = Iwogumoa plancyi
- C. platnicki Wang & Ono, 1998 = Femoracoelotes platnicki
- C. porus Zhang, Zhu & Wang, 2017 = Sinocoelotes porus
- C. primus (Fox, 1937) = Bifidocoelotes primus
- C. prolixus Wang, Yin, Peng & Xie, 1990 = Draconarius prolixus
- C. pseudoguangxian Wang, Griswold & Ubick, 2009 = Sinocoelotes pseudoguangxian
- C. pseudoluniformis Zhang, Peng & Kim, 1997 = Leptocoelotes pseudoluniformis
- C. pseudoterrestris Schenkel, 1963 = Sinocoelotes pseudoterrestris
- C. pseudoyunnanensis Wang, Griswold & Ubick, 2009 = Sinocoelotes pseudoyunnanensis
- C. pyrenaeus Simon, 1870 = Pireneitega pyrenaea
- C. qingzangensis Hu, 2001 = Draconarius qingzangensis
- C. qinlingensis Peng, Gong & Kim, 1996 = Pireneitega spinivulva
- C. quadrativulvus Paik, 1974 = Alloclubionoides quadrativulvus
- C. rostratus Song, Zhu, Gao & Guan, 1993 = Alloclubionoides rostratus
- C. rufuloides Zhang, Peng & Kim, 1997 = Draconarius rufulus
- C. rufulus Wang, Yin, Peng & Xie, 1990 = Draconarius rufulus
- C. sacratus Wang, Yin, Peng & Xie, 1990 = Sinocoelotes pseudoterrestris
- C. saikaiensis Okumura, 2013 = Aeolocoelotes saikaiensis
- C. sakhalinensis Marusik & Logunov, 1991 = Pireneitega luctuosa
- C. samaksanensis Namkung, 2002 = Alloclubionoides paikwunensis
- C. sanmenensis Tang, Yin & Zhang, 2002 = Robusticoelotes sanmenensis
- C. sanoi Nishikawa, 2009 = Aeolocoelotes sanoi
- C. satoi Nishikawa, 2003 = Dichodactylus satoi
- C. sawadai Nishikawa, 2009 = Curticoelotes sawadai
- C. schenkeli Brignoli, 1978 = Draconarius schenkeli
- C. segestriformis (Dufour, 1820) = Pireneitega segestriformis
- C. senkakuensis Shimojana, 2000 = Longicoelotes senkakuensis
- C. sherpa Brignoli, 1976 = Himalcoelotes sherpa
- C. shuangpaiensis Peng, Gong & Kim, 1996 = Draconarius digitusiformis
- C. singulatus Wang, Yin, Peng & Xie, 1990 = Draconarius singulatus
- C. sinualis Chen, Zhao & Wang, 1991 = Draconarius lutulentus
- C. songi Zhang, Zhu & Wang, 2017 = Sinocoelotes songi
- C. songminjae Paik & Yaginuma, 1969 = Iwogumoa songminjae
- C. spasskyi Charitonov, 1946 = Pireneitega spasskyi
- C. spinivulva Simon, 1880 = Pireneitega spinivulva
- C. stemmleri Brignoli, 1978 = Draconarius stemmleri
- C. streptus Zhu & Wang, 1994 = Draconarius streptus
- C. striolatus Wang, Yin, Peng & Xie, 1990 = Draconarius striolatus
- C. strophadatus Zhu & Wang, 1991 = Draconarius strophadatus
- C. subluctuosus Zhu & Wang, 1994 = Pireneitega taishanensis
- C. subtitanus Hu, 1992 = Draconarius subtitanus
- C. syzygiatus Zhu & Wang, 1994 = Draconarius syzygiatus
- C. taishanensis Wang, Yin, Peng & Xie, 1990 = Pireneitega taishanensis
- C. taoyuandong Bao & Yin, 2004 = Iwogumoa taoyuandong
- C. tarumii Arita, 1976 = Dichodactylus tarumii
- C. taurus Nishikawa, 2009 = Curticoelotes taurus
- C. tautispinus Wang, Yin, Peng & Xie, 1990 = Tonsilla tautispina
- C. tengchihensis Wang & Ono, 1998 = Iwogumoa tengchihensis
- C. terdecimus Paik, 1978 = Alloclubionoides terdecimus
- C. terebratus Peng & Wang, 1997 = Draconarius terebratus
- C. thailandensis Dankittipakul & Wang, 2003 = Sinocoelotes thailandensis
- C. tianchiensis Wang, Yin, Peng & Xie, 1990 = Pireneitega tianchiensis
- C. towaensis Nishikawa, 2009 = Aeolocoelotes sanoi
- C. triatus Zhu & Wang, 1994 = Draconarius triatus
- C. trifasciatus Wang & Zhu, 1991 = Draconarius trifasciatus
- C. triglochinatus Zhu & Wang, 1991 = Pireneitega luctuosa
- C. tropidosatus Wang & Zhu, 1991 = Iwogumoa songminjae
- C. tryblionatus Wang & Zhu, 1991 = Draconarius tryblionatus
- C. tumidivulva Nishikawa, 1980 = Hypocoelotes tumidivulva
- C. uenoi Yamaguchi & Yaginuma, 1971 = Platocoelotes uenoi
- C. uncinatus Wang, Yin, Peng & Xie, 1990 = Draconarius uncinatus
- C. unicatus Yaginuma, 1977 = Aeolocoelotes unicatus
- C. unzenensis Okumura, 2013 = Aeolocoelotes unzenensis
- C. urumensis Shimojana, 1989 = Spiricoelotes urumensis
- C. variegatus Wang, Yin, Peng & Xie, 1990 = Tonsilla variegata
- C. wangi Hu, 2001 = Draconarius hui
- C. wenzhouensis Chen, 1984 = Draconarius wenzhouensis
- C. wudangensis Chen & Zhao, 1997 = Draconarius wudangensis
- C. wuermlii Brignoli, 1978 = Draconarius wuermlii
- C. wugeshanensis Zhang, Yin & Kim, 2000 = Draconarius wugeshanensis
- C. xinhuiensis Chen, 1984 = Iwogumoa xinhuiensis
- C. xizangensis Hu, 1992 = Himalcoelotes xizangensis
- C. yaeyamensis Shimojana, 1982 = Iwogumoa yaeyamensis
- C. yanhengmei Wang, Griswold & Ubick, 2009 = Sinocoelotes yanhengmei
- C. yanlingensis Zhang, Yin & Kim, 2000 = Tonsilla yanlingensis
- C. yoshikoae Nishikawa, 1995 = Orumcekia gemata
- C. yosiianus Nishikawa, 1999 = Troglocoelotes yosiianus
- C. yunnanensis Schenkel, 1963 = Sinocoelotes yunnanensis
- C. zonatus Peng & Wang, 1997 = Spiricoelotes zonatus

#### Synonymisierte Arten
11 einstige Arten und Unterarten, die zuletzt zu den Bodentrichterspinnen zählten, wurden mit anderen Arten der Gattung synonymisiert und verloren somit ihren Artstatus. Diese Arten waren:
- C. atropos anomalus Hull, 1955 – Synonymisiert mit der Westlichen Bodentrichterspinne (C. atropos) unter Breitling, 2015.
- C. atropos silvestris Hull, 1955 – Synonymisiert mit Synonymisiert mit der Westlichen Bodentrichterspinne unter Breitling, 2015.
- C. bucharensis  (Charitonov, 1969) – Synonymisiert mit C. charitonovi Spassky, 1939 unter Ovtchinnikov, 1999.
- C. gypsarpageus Zhu & Wang, 1991 – Synonymisiert mit Synonymisiert mit C. modestus unter Zhang, 2003.
- C. longimanus de Blauwe, 1973 – Synonymisiert mit C. anoplus unter Brignoli, 1977.
- C. magnidentatus Schenkel, 1963 – Synonymisiert mit C. microps unter Wang & Jäger, 2007.
- C. pastor cooremani de Blauwe, 1975 – Synonymisiert mit C. pickardi unter Isaia & Pantini, 2009.
- C. pastor lessinensis Maurer, 1982 – Synonymisiert mit C. pickardi unter Wang, 2002.
- C. ruffoi de Blauwe, 1973 – Synonymisiert mit C. mediocris unter Brignoli, 1977.
- C. simoni Strand, 1907 – Synonymisiert mit der Alpen-Bodentrichterspinne (C. solitarius) unter Breitling, 2015.
- C. zangherii Caporiacco, 1938 – Synonymisiert mit C. mediocris unter Lehtinen, 1967.

#### Ersetzte Homonyme
Drei zuletzt zu den Bodentrichterspinnen zählende Arten hatte zuvor eine Bezeichnung, die mit denen anderer identisch war. Diese nun ersetzten Homonyme sind:
- C. ovatus Peng & Wang, 1997  = Iwogumoa pengi
- C. saxatilis Chen, 1984 = Draconarius cheni
- C. wangi Hu, 2001 = Draconarius hui

#### Nicht mehr anerkannte Arten
Drei Arten zählten zuletzt zur Gattung der Bodentrichterspinnen und gelten heute als Nomen dubium. Die aufgelösten Arten sind:
- C. ghigii Caporiacco, 1948 – Aufgelöst unter de Blauwe, 1973.
- C. immaculatus O. Pickard-Cambridge, 1873 – Aufgelöst unter Bristowe, 1941.
- C. pastor pirinicus Drensky, 1942 – 2001 endgültig aufgelöst unter Deltshev & Blagoev, zuvor 1990 von Deltshev.

#### Nie anerkannte Art
Eine Art der Bodentrichterspinnen erfüllte bei ihrer Erstbeschreibung nicht die Voraussetzungen für einen Artstatus und gilt heute als Nomen nudum. Die Art ist:
- C. corsicus Bonnet, 1956 – Laut Brignoli (1983) eigentlich Cedicus flavipes, allerdings fehlt eine Beschreibung mitsamt Erklärung.

### Synonymisierte Gattung
Folgende Gattung wurde mit der der Bodentrichterspinnen synonymisiert:
- Urobia Komatsu, 1957 – Synonymisiert mit den Bodentrichterspinnen unter Lehtinen, 1967.